# Aspergillus penicillioides
Aspergillus penicillioides är en svampart som beskrevs av Speg. 1896. Aspergillus penicillioides ingår i släktet Aspergillus och familjen Trichocomaceae.   Inga underarter finns listade i Catalogue of Life.